# Led Zeppelin North American Tour 1973
Led Zeppelin North American Tour 1973 – dziewiąta amerykańska trasa koncertowa grupy muzycznej Led Zeppelin, która odbyła się w 1973 r.

## Program koncertów
1. „Rock and Roll” (Plant, Page, Jones, Bonham)
2. „Celebration Day” (Jones, Page, Plant)
3. „Black Dog” (Page, Plant, Jones)
4. „Over the Hills and Far Away” (Page, Plant)
5. „Misty Mountain Hop” (Page, Plant, Jones)
6. „Since I’ve Been Loving You” (Page, Plant, Jones)
7. „No Quarter” (Page, Plant, Jones)
8. „The Song Remains the Same” (Page, Plant)
9. „The Rain Song” (Page, Plant)
10. „Dazed and Confused” (Page)
11. „Stairway To Heaven” (Page, Plant)
12. „Moby Dick” (Bonham)
13. „Heartbreaker” (Bonham, Page, Plant)
14. „Whole Lotta Love” (Bonham, Dixon, Page, Plant, Jones)

Bisy:
1. „The Ocean” (Bonham, Jones, Page, Plant)
2. „Communication Breakdown” (Bonham, Jones, Page, Plant)
3. „Thank You” (Page, Plant)

Po powyższych bisach zespół dodał tylko raz, podczas drugiego koncertu trasy, utwór „Dancing Days”.

## Lista koncertów
- 4 maja – Atlanta, Georgia, USA – Fulton County Stadium
- 5 maja – Tampa, Floryda, USA – Tampa Stadium
- 7 maja – Jacksonville, Floryda, USA – Jacksonville Coliseum
- 10 maja – Tuscaloosa, Alabama, USA – Memorial Coliseum
- 11 maja – St. Louis, Missouri, USA – Kiel Auditorium
- 13 maja – Mobile, Alabama, USA – Municipal Auditorium
- 14 maja – Nowy Orlean, Luizjana, USA – New Orleans Municipal Auditorium
- 16 maja – Houston, Teksas, USA – Sam Houston Coliseum
- 18 maja – Dallas, Teksas, USA – Dallas Memorial Auditorium
- 19 maja – Fort Worth, Teksas, USA – Tarrant Country Convention Center
- 22 maja – San Antonio, Teksas, USA – Convention Center Arena
- 23 maja – Albuquerque, Nowy Meksyk, USA – University Arena
- 25 maja – Denver, Kolorado, USA – Denver Coliseum
- 26 maja – Salt Lake City, Utah, USA – Salt Palace
- 28 maja – San Diego, Kalifornia, USA – San Diego Sports Arena
- 31 maja – Inglewood, Kalifornia, USA – Kia Forum
- 2 czerwca – San Francisco, Kalifornia, USA – Kezar Stadium
- 3 czerwca - Inglewood, Kalifornia, USA – The Forum
- 6 i 7 lipca – Chicago, Illinois, USA – Chicago Stadium
- 8 lipca – Indianapolis, Indiana, USA – Market Square Arena
- 9 lipca – Saint Paul, Minnesota, USA – St. Paul Civic Center
- 10 lipca – Milwaukee, Wisconsin, USA – Milwaukee Arena
- 12 i 13 lipca – Detroit, Michigan, USA – Cobo Arena
- 15 lipca – Buffalo, Nowy Jork – Buffalo Memorial Auditorium
- 17 lipca – Seattle, Waszyngton, USA – Seattle Center Coliseum
- 18 lipca – Vancouver, Kolumbia Brytyjska – Pacific Coliseum
- 19 lipca – Filadelfia, Pensylwania, USA – The Spectrum
- 20 lipca – Boston, Massachusetts, USA – Boston Garden
- 21 lipca – Providence, Rhode Island, USA – Providence Civic Center
- 23 lipca – Baltimore, Maryland, USA – Baltimore Civic Center
- 24 lipca – Pittsburgh, Pensylwania, USA – Three Rivers Stadium
- 27, 28 i 29 lipca – Nowy Jork, Nowy Jork, USA – Madison Square Garden

Trzy ostatnie koncerty trasy zostały połączone w całość i wydane na filmie The Song Remains the Same.